# Los Andes (Mendoza)
Los Andes è un quotidiano argentino in lingua spagnola, pubblicato nella città di Mendoza. Il giornale è stato fondato nel 1882 da Adolfo Calle. Nel settembre 1995 è il primo giornale argentino a pubblicare una versione online.